# ダッキニー語
ダッキニー語（ダッキニーご）はインド語派の言語である。テランガーナ州のハイデラバードを中心としたインド南部のデカン高原に話者がいる。ウルドゥー語の方言である。ダッキニー、ダッキンはデカン高原のデカンが由来である。デカン語、ダッキン語とも呼ばれる。

## 言語名別称
- デカン語
- ダキン語
- ダッキン語
- デカニ語
- ダキニ語
- ダッキニー語
- Deccan
- Dakini
- Deccani
- Desi
- Dakhini
- Dakkhani
- Dakhni

## 方言
- Kalvadi (dcc-kal)
- Bijapuri (dcc-bij)